# Thermes liciniens
Les thermes liciniens, appelés désormais thermes antoniniens, sont des thermes romains datés du IIIe siècle et situés à Dougga en Tunisie.
Initialement daté du règne de Gallien, l'édifice est désormais attribué par les spécialistes au règne de Caracalla. L'un des grands édifices thermaux du site, il obéit à un plan symétrique.

## Histoire et localisation

### Localisation

Plan du site archéologique : les thermes sont situés au n°21.

Les thermes antoniniens ou liciniens sont situés en contrebas du capitole et du forum de la cité. Ils se trouvent à proximité de la maison dite d'Omnia tibi Felicia, du nom de la mosaïque qui y a été retrouvée.
Ils se trouvent sur un relief marqué, avec une forte déclivité qui marque la topographie de la ville jusqu'en contrebas, où se trouve le mausolée libyco-punique.

### Histoire
Les thermes ont été initialement attribués au règne de Gallien, et possèdent encore plusieurs étages. L'identification réalisée par Louis Poinssot, basée sur la prospérité de Dougga à l'époque et sur l'interprétation d'inscriptions lacunaires, « d'une extrême fragilité » selon Yvon Thébert, a été remise en cause par les recherches récentes, en particulier celles de Michel Christol. Ce dernier a proposé une datation du règne de Caracalla, désormais confirmée par l'épigraphie à la suite de la découverte d'une inscription incomplète présente dans les réserves du musée national du Bardo.
D'autres ont même avancé une datation du règne des Sévères, du fait d'une particularité qui se répand un siècle plus tard en Occident, les colonnes situées dans le péristyle nord-ouest portant des dais supportant eux-mêmes des arcs.
Les thermes sont transformés en huilerie à une époque inconnue.
L'édifice est classé comme un monument le 16 novembre 1928.

## Plan
De taille moyenne, le plan de l'édifice est symétrique et de taille moyenne, avec environ 1 700 m2 de superficie hors les palestres, dont 175 m2 pour le seul frigidarium.
La construction a nécessité de gros travaux de nivellement au nord et de remblai au sud de la pente,, cet élément pouvant expliquer la différence de conservation car l'espace bâti sur le remblai a largement disparu.

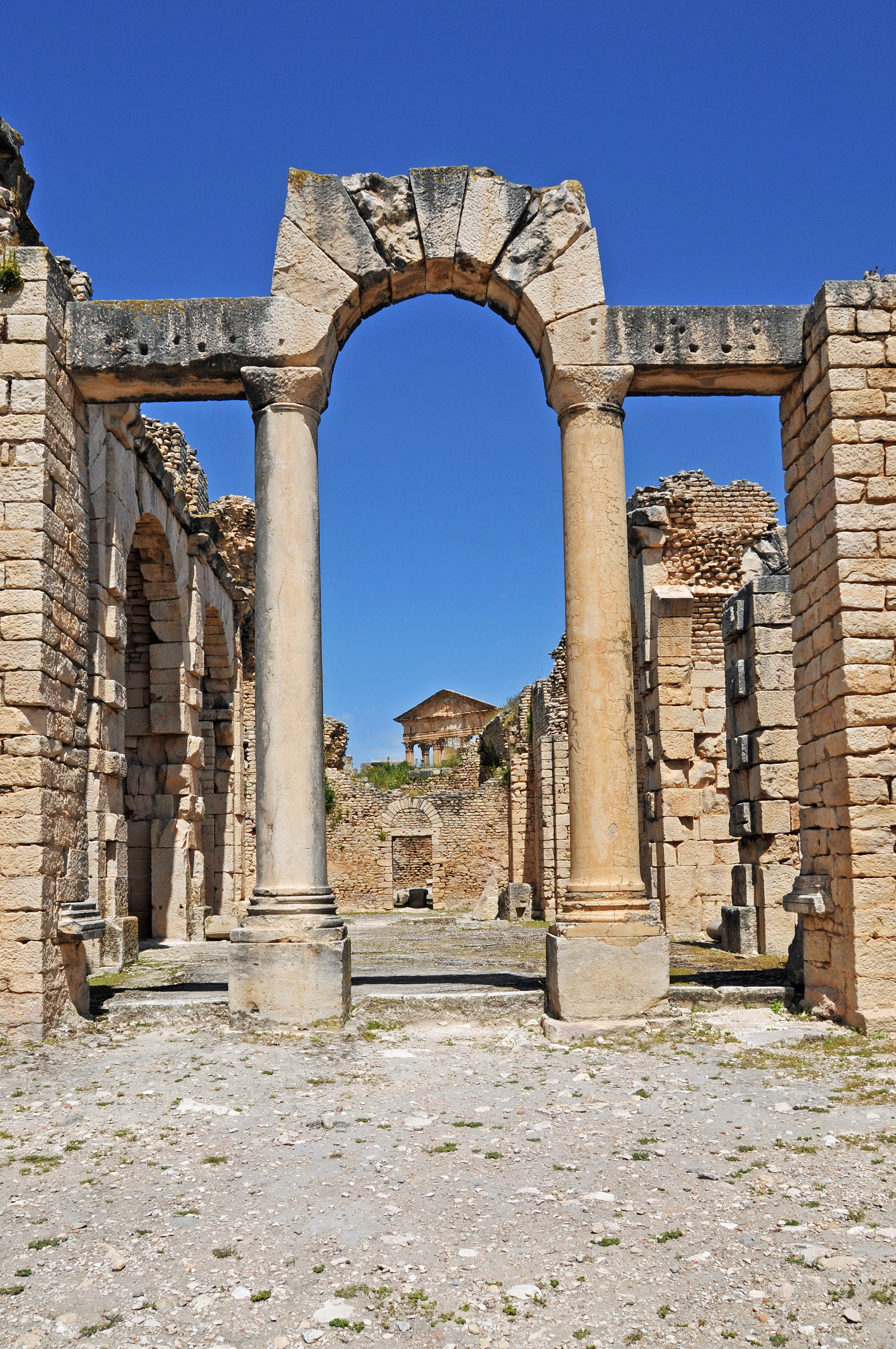
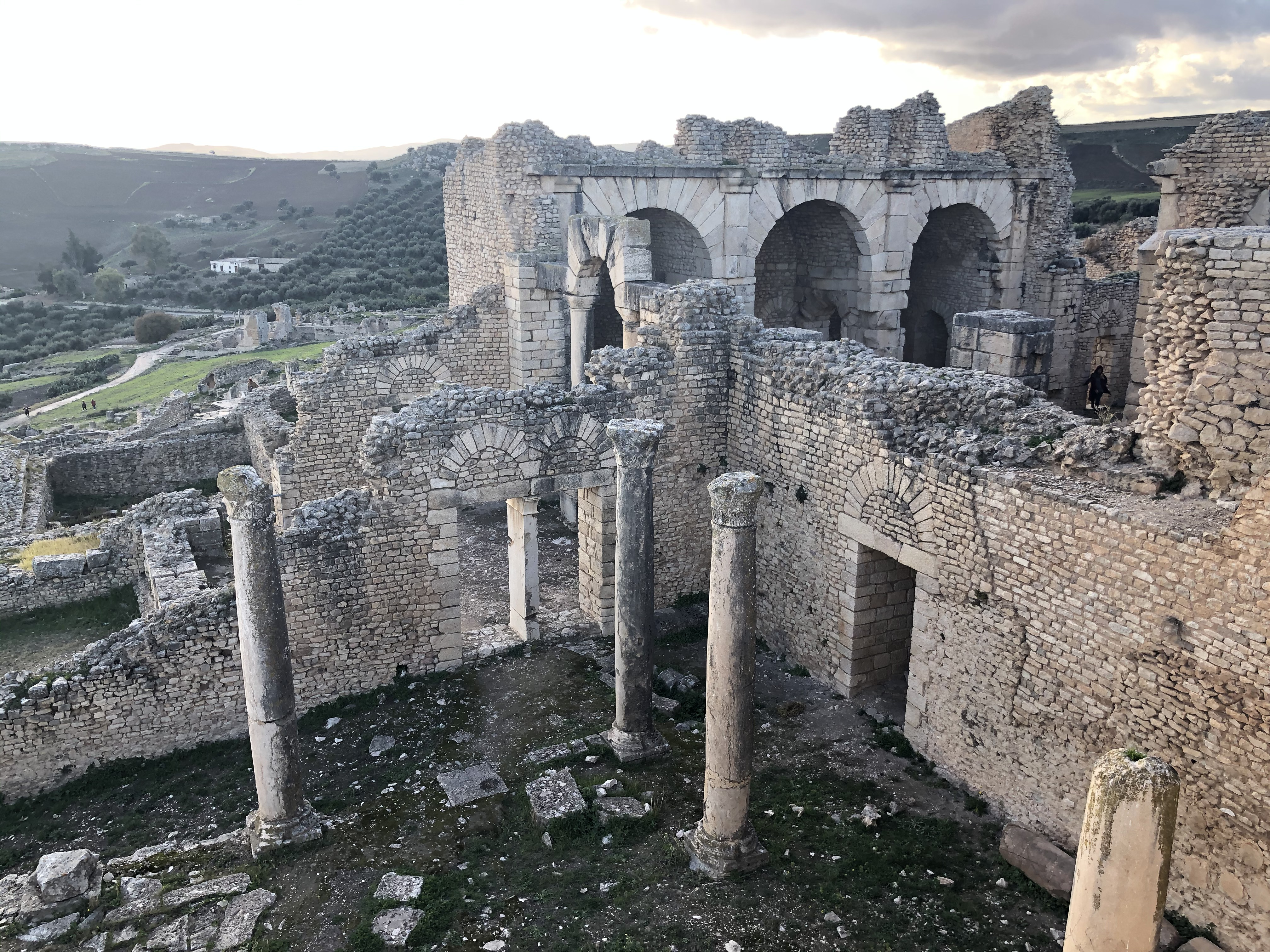
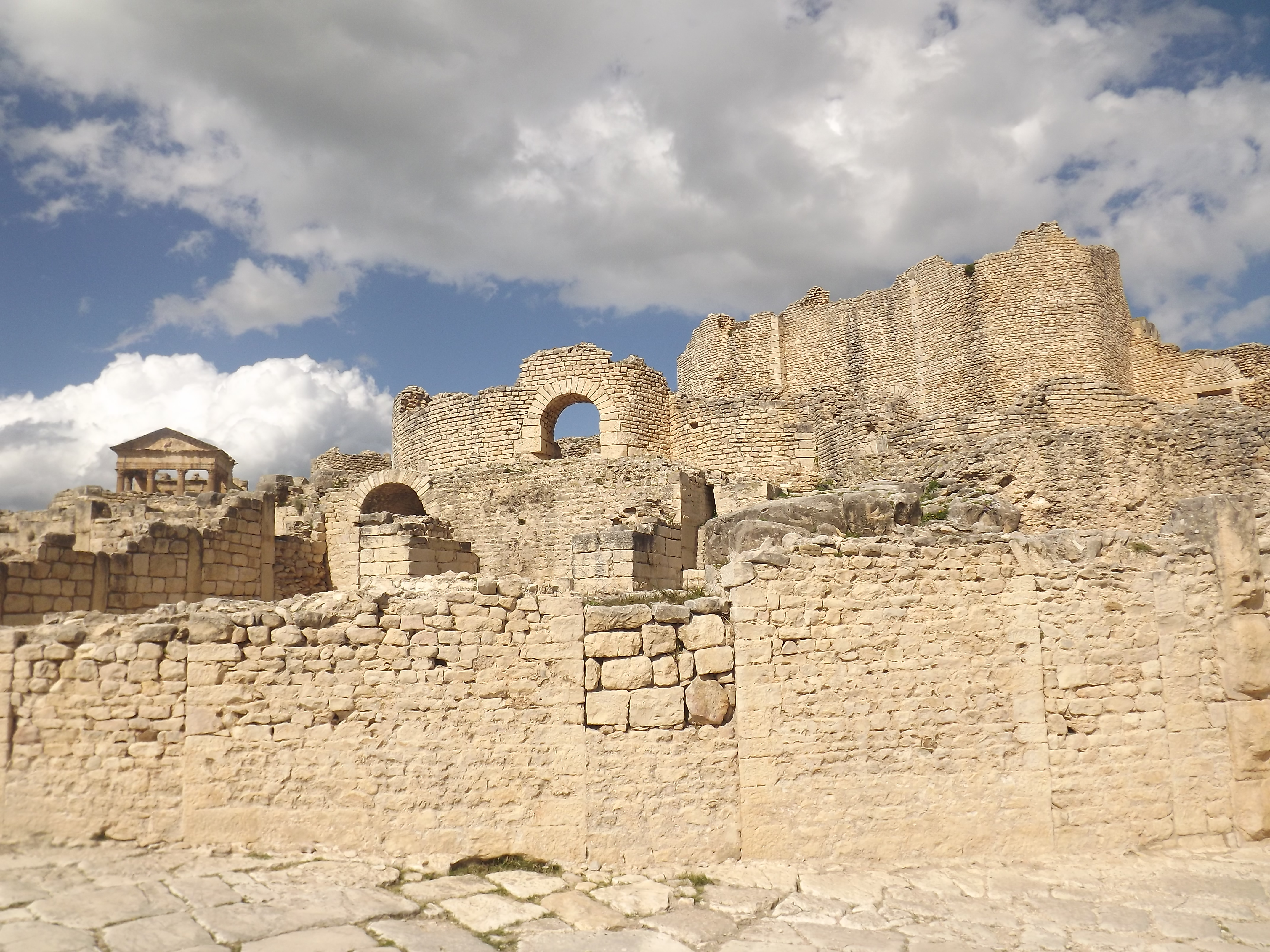